# Ryan XV-8
L'XV-8 Flexible Wing Aerial Utility Vehicle (soprannome Fleep, abbreviazione di Flying Jeep) fu un'evoluzione dell'ala Flex-Wing. Entrambi i velivoli furono costruiti dalla Ryan Aeronautical Company in collaborazione con la NASA per la United States Air Force e United States Army, testati nel 1961 come STOL di pattugliamento, ricognizione e velivolo leggero di servizio per trasportare persone o come alternativa ad aerei più specializzati quando questi non sono disponibili.

## Progetto e sviluppo
Fleep derivava dal Flex-Wing. Il Flex-Wing aveva un carrello d'atterraggio a quattro ruote, una sezione di prua più piccola dietro al quale sedeva il pilota, e una singolo impennaggio verticale in coda che fungeva anche da timone, mentre il Fleep aveva un carrello triciclo, una sezione di prua più larga e una coda/timone a V. L'ala in tessuto e a forma di Delta era del tipo Rogallo con telaio pieghevole; l'ala era attaccata all'abitacolo di forma ogivale su una piattaforma a quattro ruote. Fu provato con due configurazioni di coda: con pinna verticale e a V. L'ala poteva essere ripiegata in un pacco di dimensioni relativamente contenute per il trasporto.